# فیدرا (داکوتای جنوبی)
فیدرا(به انگلیسی: Fedora) شهری در ایالت داکوتای جنوبی کشور ایالات متحده آمریکا است که جمعیت آن در سرشماری سال ۲۰۱۰ میلادی، ۳۷ نفر بوده‌است.